# Axinit
Axinit je minerál, který patří mezi křemičitany. Má tvrdost 6,5 až 7. Je průsvitný se skelným leskem, jeho barva kolísá od žluté přes červenou a šedohnědou po tmavě fialovou nebo tmavě hnědou. Je piezoelektrický.
Axinit popsal v roce 1797 René Just Haüy a jeho název vytvořil z řeckého výrazu pro sekeru ἀξίνη (podle klínovitého tvaru krystalů s ostrými hranami). Do skupiny axinitů patří ferroaxinit (převažuje železo), manganaxinit (převažuje mangan) a magnesioaxinit (převažuje hořčík).
V brazilském státě Bahía se těží axinity o délce až 20 centimetrů, které se využívají ve šperkařství. Další významná naleziště jsou v Mexiku, Austrálii, Rusku, Švýcarsku a Tanzanii, na českém území u Mirošova, Lažan a na Zbraslavi.